# El rei del dissabte a la nit
El rei del dissabte a la nit (títol original: Mr. Saturday Night) és una pel·lícula estatunidenca dirigida per Billy Crystal, estrenada el 1992. Ha estat doblada al català.
El 2021 Billy Crystal va presentar un musical basat en la pel·lícula.

## Argument
Buddy Young Jr. és un comediant sense èxit, que va ser conegut a la televisió dels EUA durant la segona meitat de la dècada de 1950 com "Mr Saturday Night" i que va veure la seva carrera en declivi, en insistir en la presentació de bromes ofensives. El seu agent i permanent ajuda és el seu germà, Stan, que viu a l'ombra i sovint se sent humiliat per l'arrogància i l'ego de Buddy. Després de molts anys, Stan decideix retirar-se i anar a viure a Florida. Buddy intenta refer-se buscant un altre agent, quan es troba amb una nouvinguda, Annie Wells. En molts flashbacks, els germans són mostrats a la infància i l'adolescència entretenint els familiars, també surt Buddy quan coneix la seva futura esposa Elaine i també la difícil relació amb els seus fills.

## Repartiment
- Billy Crystal: Buddy Young, Jr.
- David Paymer: Stan
- Julie Warner: Elaine
- Helen Hunt: Annie Wells
- Mary Mara: Susan
- Jerry Orbach: Phil Gussman
- Ron Silver: Larry Meyerson
- Jason Marsden: Buddy, als 15 anys
- Carl Ballantine: Freddie
- Conrad Janis: Director
- Tim Russ: Ajudant del director
- Marc Shaiman: Lucky Zindberg
- Richard Kind: Periodista
- Jerry Lewis: Convidat
- Adam Goldberg: Eugene Gimbel
- Shadoe Stevens: Fred
- Lowell Ganz: Escriptor